# Tournoi d'ouverture du championnat d'Argentine de football 2000
Navigation
Tournoi précédent Tournoi suivant
Le tournoi d'ouverture de la saison 2000 du Championnat d'Argentine de football est le premier tournoi semestriel de la 71e édition du championnat de première division en Argentine. Les vingt équipes sont regroupées au sein d'une poule unique où elles affrontent une fois chacun de leurs adversaires. Il n'y a ni promotion, ni relégation à l'issue de ce tournoi.
C'est le club de Boca Juniors qui remporte le tournoi après avoir terminé en tête du classement final, avec quatre points d'avance sur le tenant du titre, le River Plate et Gimnasia y Esgrima (La Plata). C'est le vingt-cinquième titre de champion d'Argentine de l'histoire du club.

## Qualifications continentales
Le vainqueur du tournoi Ouverture est directement qualifié pour la Copa Libertadores 2002. 

## Les clubs participants
| \| Buenos Aires La Plata Rosario Santa Fe Córdoba \| Villes représentées lors de la saison 2000-2001 |
| Buenos Aires La Plata Rosario Santa Fe Córdoba                                                       |

- Talleres (Córdoba)
- Argentinos Juniors
- Gimnasia y Esgrima (La Plata)
- Rosario Central
- Unión (Santa Fe)
- Boca Juniors
- Colón (Santa Fe)
- Belgrano (Córdoba)
- Independiente
- Lanús
- Newell's Old Boys (Rosario)
- Chacarita Juniors
- Racing Club
- San Lorenzo de Almagro
- Estudiantes (La Plata)
- River Plate
- Vélez Sársfield
- Huracán - Promu de Primera B Nacional
- Los Andes - Promu de Primera B Nacional
- Almagro - Promu de Primera B Nacional

## Compétition
Le barème utilisé pour établir le classement est le suivant :
- Victoire : 3 points
- Match nul : 1 point
- Défaite : 0 point

### Classement
| Rang | Équipe                        | Pts | J  | G  | N | P  | Bp | Bc | Diff |
| ---- | ----------------------------- | --- | -- | -- | - | -- | -- | -- | ---- |
| 1    | Boca Juniors                  | 41  | 19 | 12 | 5 | 2  | 35 | 19 | +16  |
| 2    | River PlateT                  | 37  | 19 | 10 | 7 | 2  | 41 | 24 | +17  |
| 3    | Gimnasia y Esgrima (La Plata) | 37  | 19 | 11 | 4 | 4  | 36 | 29 | +7   |
| 4    | Talleres (Córdoba)            | 36  | 19 | 11 | 3 | 5  | 31 | 21 | +10  |
| 5    | San Lorenzo de Almagro        | 34  | 19 | 10 | 4 | 5  | 33 | 18 | +15  |
| 6    | Vélez Sársfield               | 29  | 19 | 7  | 8 | 4  | 26 | 20 | +6   |
| 7    | Estudiantes (La Plata)        | 29  | 19 | 7  | 8 | 4  | 22 | 17 | +5   |
| 8    | HuracánP                      | 27  | 19 | 6  | 9 | 4  | 26 | 21 | +5   |
| 9    | Chacarita Juniors             | 27  | 19 | 8  | 3 | 8  | 19 | 24 | -5   |
| 10   | Colón (Santa Fe)              | 26  | 19 | 7  | 5 | 7  | 29 | 23 | +6   |
| 11   | Unión (Santa Fe)              | 26  | 19 | 6  | 8 | 5  | 23 | 21 | +2   |
| 12   | Rosario Central               | 24  | 19 | 6  | 6 | 7  | 28 | 31 | -3   |
| 13   | Newell's Old Boys (Rosario)   | 24  | 19 | 5  | 9 | 5  | 18 | 23 | -5   |
| 14   | Independiente                 | 23  | 19 | 6  | 5 | 8  | 24 | 23 | +1   |
| 15   | Lanús                         | 21  | 19 | 5  | 6 | 8  | 24 | 26 | -2   |
| 16   | Belgrano (Córdoba)            | 17  | 19 | 3  | 8 | 8  | 22 | 31 | -9   |
| 17   | Argentinos Juniors            | 14  | 19 | 2  | 8 | 9  | 18 | 28 | -10  |
| 18   | AlmagroP                      | 13  | 19 | 2  | 7 | 10 | 18 | 31 | -13  |
| 19   | Los AndesP                    | 12  | 19 | 3  | 3 | 13 | 21 | 46 | -25  |
| 20   | Racing Club                   | 11  | 19 | 1  | 8 | 10 | 12 | 30 | -18  |

|  | Qualification directe pour la Copa Libertadores 2002 |
|  | T : Tenant du titre P : Club promu de Primera B      |

## Bilan de la saison
| Championnat d'Argentine de football 2000 |                          |
| Champion                                 | Boca Juniors (25e titre) |
| Coupes et trophées                       |                          |
| Vainqueur de la Coupe d'Argentine 2000   | Non disputée             |
| Qualifications continentales             |                          |
| Copa Libertadores 2002                   | Boca Juniors             |
| Promotions et relégations                |                          |
| Promus en Primera Division               | Aucun                    |
| Relégués en Primera B Nacional           | Aucun                    |